# 段堅
段堅（1419年—1484年），字可久，號柏軒，又號容思，陝西肅府儀衛司軍籍（今甘肅蘭州）人，祖籍山西陽曲，明朝政治人物，同進士出身。

## 生平
段堅早年为蘭縣學軍生，中陕西鄉試第二十八名舉人，進入國子監。景泰五年（1454年）登甲戌科進士，授山東福山縣知縣，在任期間教授民眾文化。成化年間，升爲萊州府知府。隨後丁憂，除服后改為南陽府知府，在任期間創志學書院，會集德才優異的平民解說《五經》要義，及濂、洛諸儒遺書。建節義祠，祀古今烈女。訟獄徭賦。數年后，南陽治理安定，隨後因病離去，百姓哭喊送別。《明史》有傳。

## 著作
著有《容思集》、《段容思先生詩稿》、《柏軒語錄》、《東園南村吟稿》等。

## 家族
曾祖段本。祖父段鳴鶴。父段敏。前母田氏，母张氏，繼母周氏。具慶下。兄段春。弟段楷、段枋。有子段炅，翰林院檢討。

## 延伸阅读
[在维基数据编辑]
 《明史卷二百八十一》，出自《明史》